# Europaparlamentsvalet i Danmark 1989
Europaparlamentsvalet i Danmark 1989 ägde rum torsdagen den 15 juni 1989. Drygt 3,9 miljoner personer var röstberättigade i valet om de sexton mandat som Danmark hade tilldelats innan valet. I valet tillämpade landet ett valsystem med partilistor och d’Hondts metod, utan någon spärr för småpartier. d’Hondts metod användes dock på valalliansbasis, det vill säga mandaten fördelades först mellan valallianserna och därefter mellan partierna inom varje allians.
Valets vinnare var Socialdemokraterne, som ökade med fyra procentenheter och blev största parti. Det gav partiet fyra mandat, ett mer än i valet 1984. Även liberala Venstre ökade med runt fyra procentenheter och erhöll ett mandat mer än  i föregående val. Partiet kom på tredje plats i det danska valet. På andra plats kom det euroskeptiska partiet Folkebevægelsen mod EU, som i stort sett behöll sitt väljarstöd. Valets största förlorare var Konservative Folkeparti, som tappade över sju procentenheter av sitt väljarstöd och två mandat jämfört med valet 1984.
I övrigt var förändringarna små i valet. Socialistisk Folkeparti och Centrum-Demokraterne låg på ungefär samma nivå som i det föregående valet; Centrum-Demokraterne erhöll dock ett nytt mandat. Inga andra partier klarade av att vinna tillräckligt många röster för att få mandat.
Valdeltagandet uppgick till 46,17 procent, en minskning med 6,06 procentenheter jämfört med valet 1984. Det var långt under genomsnittet för hela unionen och ett mycket lågt valdeltagande för att vara ett danskt val. Det var det lägsta valdeltagandet i hela unionen, med undantag för Storbritannien.

## Valresultat
| |         |  |           |        |
| | Andel   |  | Antal     | Mandat |
| Socialdemokraterne                                                                                  | 23,31 % |  | 417 076   | 4      |
| Socialdemokraterne                                                                                  | +3,97 % |  | +29 978   | +1     |
| Folkebevægelsen mod EU                                                                              | 18,94 % |  | 338 953   | 4      |
| Folkebevægelsen mod EU                                                                              | –1,71 % |  | –74 855   | ±0     |
| Venstre                                                                                             | 16,63 % |  | 297 565   | 3      |
| Venstre                                                                                             | +4,22 % |  | +49 168   | +1     |
| Konservative Folkeparti                                                                             | 13,34 % |  | 238 760   | 2      |
| Konservative Folkeparti                                                                             | –7,35 % |  | –175 417  | –2     |
| Socialistisk Folkeparti                                                                             | 9,10 %  |  | 162 902   | 1      |
| Socialistisk Folkeparti                                                                             | –0,07 % |  | –20 678   | ±0     |
| Centrum-Demokraterne                                                                                | 7,95 %  |  | 142 190   | 2      |
| Centrum-Demokraterne                                                                                | +1,36 % |  | +10 206   | +1     |
| Övriga partier och kandidater                                                                       | 10,73 % |  | 191 949   | 0      |
| Övriga partier och kandidater                                                                       | –0,40 % |  | –30 913   | ±0     |
| Ogiltiga och blanka röster                                                                          | 1,22 %  |  | 22 163    | 0      |
| Ogiltiga och blanka röster                                                                          | +0,05 % |  | –1 627    | ±0     |
| Valdeltagande                                                                                       | 46,17 % |  | 1 811 558 | 16     |
| Valdeltagande                                                                                       | –6,06 % |  | –214 138  | +1     |
| Antal röstberättigade 3 923 549 04 SOC 02 EPP 03 LDR 01 EUL/LU 02 ED 00 G 00 EDA 00 DR 04 RBW 00 NI |         |  |           |        |